# Charaxes homerus
Charaxes homerus är en fjärilsart som beskrevs av Otto Staudinger 1891. Charaxes homerus ingår i släktet Charaxes och familjen praktfjärilar. Inga underarter finns listade i Catalogue of Life.